# Wimbledon 2019 (gra podwójna na quadach)
Wimbledon 2019 – gra podwójna na quadach – zawody deblowe na quadach, rozgrywane w ramach trzeciego w sezonie wielkoszlemowego turnieju tenisowego, Wimbledonu. Zmagania miały miejsce 12 lipca na trawiastych kortach All England Lawn Tennis and Croquet Club w London Borough of Merton – dzielnicy brytyjskiego Londynu.

## Zawodnicy rozstawieni
| Numer | Tenisiści                     | Osiągnięcie |
| ----- | ----------------------------- | ----------- |
| 01    | Dylan Alcott Andrew Lapthorne | zwycięstwo  |
| 02    | Koji Sugeno David Wagner      | finał       |

## Drabinka

#### Klucz
- w/o – walkower
- k – krecz
- d – dyskwalifikacja
- Q – kwalifikant
- WC – dzika karta
- LL – szczęśliwy przegrany
- Alt – zawodnik zastępczy
- PR – ochrona rankingu
- SE – specjalna przepustka
- ITF – ranking ITF
- JE – ranking juniorski

### Faza finałowa
|  |       |                               |   |    |  |
|  | Finał |                               |   |    |  |
|  |       |                               |   |    |  |
|  |       |                               |   |    |  |
|  |       |                               |   |    |  |
|  | 1     | Dylan Alcott Andrew Lapthorne | 6 | 7  |  |
|  | 1     | Dylan Alcott Andrew Lapthorne | 6 | 7  |  |
|  | 2     | Koji Sugeno David Wagner      | 2 | 64 |  |
|  | 2     | Koji Sugeno David Wagner      | 2 | 64 |  |
|  |       |                               |   |    |  |

## Pula nagród
| Runda     | Pieniądze (£) | Punkty |
| Zwycięzcy | 14 000        | 800    |
| Finaliści | 7000          | 100    |